# Comté de Craig (Virginie)
Pour les articles homonymes, voir Comté de Craig.
Le comté de Craig est un comté situé dans le Commonwealth de Virginie aux États-Unis. Le siège et l'unique ville du comté est New Castle. Selon le recensement de 2010, sa population est de 5 190 habitants répartis sur 857 km2.
Il fait partie de l'aire métropolitaine de Roanoke.
Le comté a été créé en 1851 avec des parties des comtés de Botetourt, Roanoke, Giles, et Monroe. 

## Géolocalisation
|                                        | Comté d'Alleghany   |                    |
| Comté de Monroe (Virginie-Occidentale) | Comté de Craig      | Comté de Botetourt |
| Comté de Giles                         | Comté de Montgomery | Comté de Roanoke   |